# 鮮于煇
鮮于 煇（ソヌ・フィ、朝鮮語：선우 휘、1922年1月3日 - 1986年6月12日）は、韓国の小説家、ジャーナリスト、右翼活動家。
1950年代を代表する作家であり、代表作「火花」がそうであるように、歪んだ現実を果敢な行動力によって切り開こうとする男性的な面が強く表れている。その剛直さのために保守的に傾くことが多く、左翼イデオロギーを是が非でも認めない固い一面もある。
国会議員の鮮于煉は弟、朝鮮日報東京特派員を務めた鮮于鉦は息子である。
鮮于煇の文学世界は、「状況文学」「行動文学」と言われている。その元になっているのは、「行動的なヒューマニズム」である。初期の代表作である｢炎｣においては、緊迫した状況の中で、行動への意志を表しているからである。それから、｢追跡のフィナーレ｣においては、非人間的な組織の力、あるいは権力への人間性喪失に対する強い否定と人間の本性に対する尊重に基づいている。しかし、｢十字架のないゴルゴタ｣のような作品では、次第に行動文学から沈黙文学へと変わっていく姿を見せたりもしている。これは、彼が初期に提示していた行動への意志が個人対全体、人間対イデオロギーのような二文法に基づいているに過ぎず、歴史性を持つところまでは進んでいない。

## 略歴
1922年1月3日、平安北道定州郡に生まれる。本貫は太原鮮于氏。父は自作農民。1943年、京城師範学校を卒業すると、定州にあるクソン (구성) 国民学校で教鞭を執った。
朝鮮が解放を迎えると、1946年2月、北側の社会主義革命に疑問を持った鮮于は越南し、ソウルに住む。朝鮮日報社に入社する一方、1949年には韓国陸軍に入隊し少尉の位を得る。陸軍で朝鮮戦争を休戦まで戦い、1957年10月まで軍人として過ごす。1955年、『新世界』に投稿した「鬼神」が取り上げられて文壇にデビューする。1957年に『文学芸術』に応募した「火花 (불꽃) 」が第2回東仁文学賞を受賞、軍人にして小説家となった。軍を退役すると1958年、『韓国日報』論説委員を経て、1961年には『朝鮮日報』論説委員、1963年に『朝鮮日報』編集局長を務めるまでになる。その手腕は朴正煕軍事政権下において金大中拉致事件を韓国のマスコミで初めて取り上げるほど大胆なものであった。1986年6月、KBSの製作する朝鮮戦争の番組を収録した後、12日、釜山で脳溢血のため死去した。

## 年譜
- 1922年1月3日 平安北道定州に生まれる。
- 1943年 京城師範学校本科を卒業。
- 1946年2月 越南する。
- 1949年 陸軍に入隊。
- 1955年 「鬼神」で文壇にデビュー。
- 1958年 『韓国日報』論説委員を務める。
- 1961年 『朝鮮日報』論説委員を務める。
- 1963年 『朝鮮日報』編集局長を務める。
- 1971年 国際新聞編集者協会 (IPI) の会員になる。
- 1983年 芸術院会員を務める。
- 1985年 放送審議委員委員長を務める。
- 1986年6月12日 脳溢血により死去。

## 代表作品
- 『귀신』（鬼神） 1955年
- 『불꽃』（火花） 1957年
- 『오리와 계급장』（家鴨の階級章） 1958年
- 『추적의 피날레』（追跡のフィナーレ） 1961年
- 『열세 살 소년』 1964年
- 『사도행전』（使徒行伝） 1966年
- 『노다지』（富鉱） 1979年
- 『日本理解への道』1983年
- 『한국인의 진실』(韓国人の真実)1986年

## 日本語で読める作品
- 小倉尚「黙示」『現代朝鮮文学選 1』創土社、1973年
- 古山高麗雄 編「背面」 『韓国現代文学１３人集』新潮社、1981年
- 安宇植「単独講和」『韓国現代短編小説』新潮社、1985年
- 玄善允「胡蝶の夢」『火花‐鮮于煇翻訳集』白帝社、2004年
- 森本由紀子「黙示」『火花‐鮮于煇翻訳集』白帝社、2004年
- 海辺和子・塩川慶子・小澤正三「火花」『火花‐鮮于煇翻訳集』白帝社、2004年
- 裴洋子・李民子「水豊ダム」『火花‐鮮于煇翻訳集』白帝社、2004年